# P. T. Barnum
P. T. Barnum (anglès: Phineas Barnum)  (Bethel, 5 de juliol de 1810 - Bridgeport, 7 d'abril de 1891) va ser un artista i empresari de circ estatunidenc famós pels seus trucs i trampes en el món de l'espectacle i per fundar el Ringling Brothers & Barnum & Bailey Circus (1871-2017) amb James Anthony Bailey. També va ser autor, editor i filantrop, tot i que deia de si mateix: «Sóc un showman de professió... i tots els diners no faran res més de mi.» Segons els seus crítics, el seu objectiu personal era «fer diners per a les seves pròpies arques».
Els èxits que van tenir els seus espectacles el van convertir en una de les primeres persones milionàries del món de l'espectacle.
La frase «A cada minut neix un idiota» (There's a sucker born every minute (anglès)) és erròniament atribuïda a Barnum.
Barnum es va convertir en propietari d'una petita empresa als vint anys i va fundar un diari setmanal abans de traslladar-se a la ciutat de Nova York el 1834. Es va embarcar en una carrera d'entreteniment, primer amb una companyia de varietats anomenada «Barnum's Grand Scientific and Musical Theatre», i poc després comprant el Museu Americà de Scudder que va rebatejar amb el seu nom. Va utilitzar el museu com a plataforma per promoure enganys i curiositats humanes com la sirena de Fiji i el general Tom Thumb. El 1850, va promoure la gira estatunidenca de la cantant d'òpera sueca Jenny Lind, pagant-li 1.000 dòlars la nit, un fet sense precedents, durant 150 nits. Va patir revessos econòmics a la dècada de 1850 a causa de les males inversions, així com anys de litigis i humiliació pública, però va utilitzar una gira de conferències com a orador del Moviment per la Temprança per sortir del deute. El seu museu va afegir el primer aquari d'Amèrica i va ampliar el departament de figures de cera.
Barnum va exercir dos mandats a la legislatura de Connecticut el 1865 com a republicà a Fairfield, Connecticut. Va parlar davant la legislatura sobre la ratificació de la Tretzena esmena de la Constitució dels Estats Units que va abolir l'esclavitud i la servitud involuntària: «No s'ha de jugar amb una ànima humana, que Déu ha creat i per la qual va morir Crist. Pots llogar el cos d'un xinès, un turc, un àrab o un hotentot; encara és un esperit immortal». Va ser elegit el 1875 com a alcalde de Bridgeport, Connecticut, on va treballar per millorar el subministrament d'aigua, portar l'enllumenat de gas als carrers i fer complir les lleis sobre licors i prostitució. També va ser fonamental per iniciar l'Hospital de Bridgeport el 1878 i va ser el seu primer president. No obstant això, el negoci del circ, iniciat quan tenia 60 anys, va ser la font de bona part de la seva fama perdurable. El 1870 va establir el «Gran Museu Itinerant, Menagerie, Caravan & Hippodrome de PT Barnum», un circ ambulant, una casa de bestiar i un museu de «freaks» que va adoptar molts noms al llarg dels anys.
Barnum va estar casat amb Charity Hallett des de 1829 fins a la seva mort el 1873, i van tenir quatre fills. El 1874, pocs mesos després de la mort de la seva dona, es va casar amb Nancy Fish, la filla del seu amic que era 40 anys més jove que ell. Van estar casats fins al 1891 quan Barnum va morir d'un ictus a casa seva. Va ser enterrat al cementiri de Mountain Grove, Bridgeport, que va dissenyar ell mateix.

## Biografia
Barnum va néixer a Bethel, Connecticut, fill de l'hostaler, sastre i botiguer Philo Barnum (1778–1826) i de la seva segona esposa Irene Taylor. El seu avi matern Phineas Taylor va ser un Whig, legislador, terratinent, jutge de pau i planificador de loteria que va tenir una gran influència en ell.
Barnum va tenir uns quants negocis al llarg dels anys, incloent-hi una botiga general, un comerç de subhastes de llibres, especulació immobiliària i una xarxa de loteries a tot l'estat. Va crear un setmanari el 1829 anomenat The Herald of Freedom a Danbury, Connecticut. Els seus editorials contra els ancians de les esglésies locals van portar a queixes per difamació i un processament que va resultar en presó durant dos mesos, però es va convertir en un defensor del moviment liberal després del seu alliberament. Va vendre la seva botiga el 1834.
Va començar la seva carrera com a showman l'any 1835 quan tenia 25 anys amb la compra i l'exposició d'una esclava cega i gairebé completament paralitzada anomenada Joice Heth, a qui una coneguda estava fent trompetes per Filadèlfia com l'antiga infermera de George Washington. L'esclavitud ja estava il·legalitzada a Nova York, però va explotar una escletxa legal que li va permetre llogar-la durant un any per 1.000 dòlars, demanant préstecs de 500 dòlars per completar la venda. Heth va morir el febrer de 1836, amb no més de 80 anys. Barnum l'havia fet treballar entre 10 i 12 hores al dia, i va organitzar una autòpsia en directe del seu cos en un saló de Nova York on els espectadors van pagar 50 cèntims per veure la dona morta tallada, i que va revelar que probablement tenia la meitat de la seva suposada edat.

## Showman

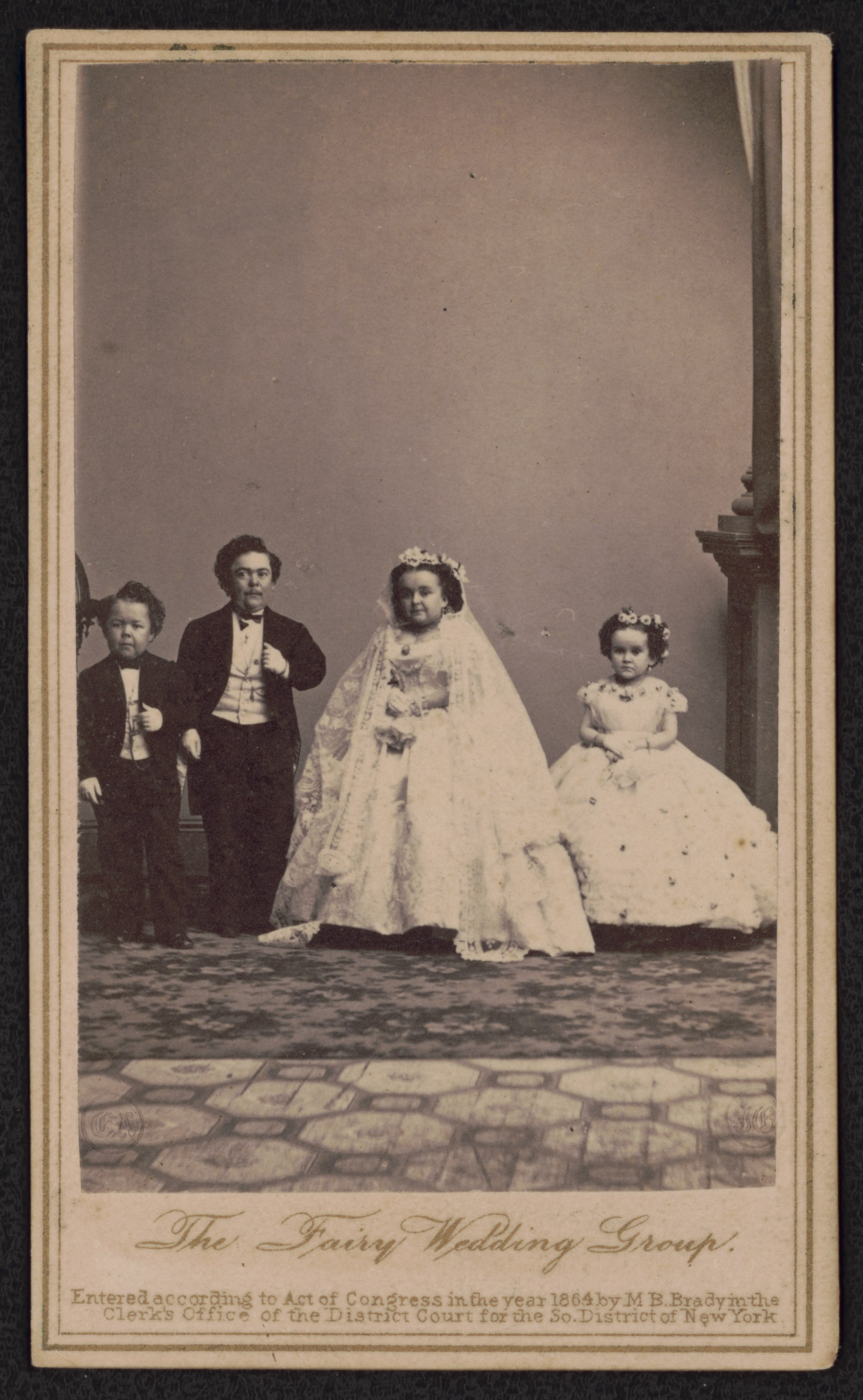
Animadors associats a Barnum: Charles Stratton (General Tom Thumb) i la seva núvia Lavinia Warren, al costat de la seva germana Minnie i George Washington Morrison Nutt (Commodore Nutt).

Barnum va tenir un any d'èxit mixt amb la seva primera companyia de varietats anomenada «Barnum's Grand Scientific and Musical Theatre», seguit del Pànic del 1837 i tres anys de circumstàncies difícils. Va comprar el Museu Americà de Scudder el 1841, situat a Broadway i Ann Street, a Nova York. Va millorar l'atracció, millorant l'edifici i afegint exposicions, després el va rebatejar com a «Barnum's American Museum»; es va convertir en un lloc d'espectacles popular. Va afegir un llum del far que va cridar l'atenció a Broadway amunt i avall i banderes a la vora del sostre que cridaven l'atenció durant el dia, mentre que les pintures gegants d'animals entre les finestres superiors van cridar l'atenció dels vianants. El terrat es va transformar en un jardí de passeig amb vistes a la ciutat, on va llançar diaris en globus aerostàtic. A les exposicions d'animals de peluix es va afegir una sèrie canviant d'actes en viu i curiositats, com albins, gegants, gent petita, malabaristes, mags, dones exòtiques, models detallats de ciutats i batalles famoses i una sèrie d'animals.

### Sirena de Fiji i Tom Polze

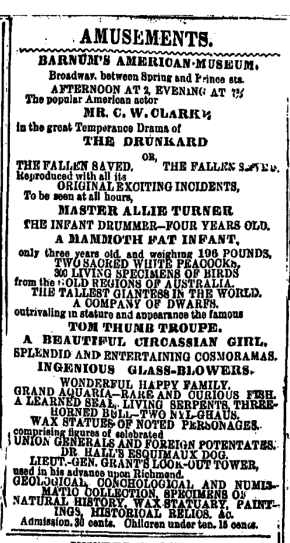
Anunci al diari de 1866 del Museu Americà de Barnum situat a Ann Street a Manhattan

El 1842 Barnum va presentar el seu primer gran engany: una criatura amb el cos de mico i la cua d'un peix coneguda com la sirena «Feejee». El va llogar al propietari del museu Moses Kimball de Boston, que es va convertir en el seu amic, confident i col·laborador. Barnum va justificar els seus enganys dient que eren anuncis per cridar l'atenció sobre el museu. «No crec en enganyar el públic», va dir, «però crec en primer atreure i després agradar».
Va seguir la sirena exposant Charles Stratton, la petita persona anomenada «General Tom Thumb» («la persona més petita que mai va caminar sola») que llavors tenia quatre anys, però es deia que en tenia 11. Amb un gran entrenament i un talent natural, el nen va ensenyar a imitar persones des d'Hèrcules fins a Napoleó.
El 1843 Barnum va contractar el ballarí nadiu estatunidenc fu-Hum-Me, el primer dels molts pobles de les Primeres Nacions que va presentar. Entre 1844 i 1845 va fer una gira amb el general Tom Thumb per Europa i va conèixer la reina Victòria, i l'esdeveniment va ser un cop d'estat publicitari. Va obrir la porta a les visites de la reialesa arreu d'Europa, inclòs el tsar de Rússia, i va permetre a Barnum adquirir desenes de noves atraccions, inclosos autòmats i altres meravelles mecàniques. Durant aquest temps es va dedicar a les despeses i va comprar altres museus, inclòs el Museu de l'artista Rembrandt Peale a Filadèlfia, el primer museu important del país. A finals de 1846, el Museu de Barnum atreia 400.000 visitants a l'any.

### Jenny Lind

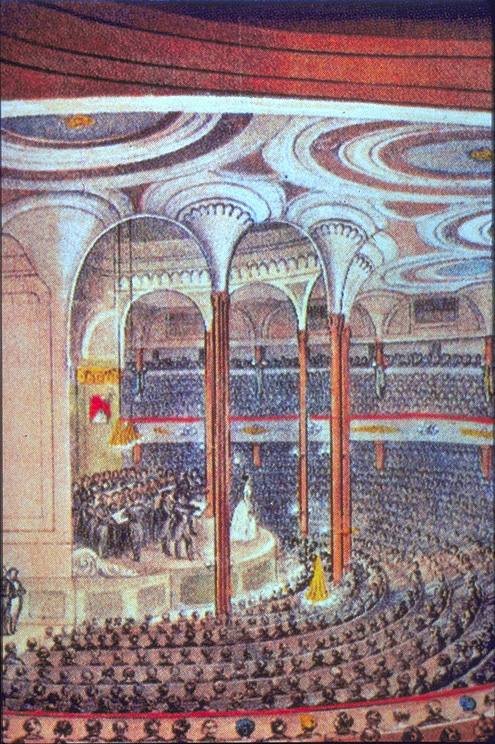
Castle Garden, Nova York, lloc dels primers concerts americans de Lind

Barnum es va adonar de la popularitat de Jenny Lind, el «rossinyol suec», durant la seva gira europea amb Tom Thumb quan la seva carrera estava en el seu apogeu a Europa. Barnum no l'havia escoltat mai i va reconèixer que no era musical, però es va acostar a ella per cantar a Amèrica per 1.000 dòlars la nit durant 150 nits, totes les despeses pagades per ell. Estava segur que podria fer ús de la reputació de Lind per la moralitat i la filantropia en la seva publicitat.
Lind va demanar els diners per endavant i Barnum va acceptar; això li va permetre recaptar un fons per a organitzacions benèfiques, principalment dotant escoles per a nens pobres a Suècia. Barnum va demanar molt en préstec a la seva mansió i al seu museu per recaptar els diners per pagar a Lind, però encara no tenia fons; així que va convèncer un ministre de Filadèlfia que Lind tindria una bona influència en la moral estatunidenca, i el ministre li va prestar els últims 6.000 dòlars. El contracte també va donar a Lind l'opció de retirar-se de la gira després de 60 o 100 actuacions, pagant a Barnum 50.000 dòlars si ho feia. Lind i la seva petita companyia van navegar cap a Amèrica el setembre de 1850, però ella era una celebritat fins i tot abans d'arribar a causa dels mesos de preparació de Barnum; prop de 40.000 persones la van rebre als molls i altres 20.000 al seu hotel. També hi va assistir la premsa i es van poder comprar «articles de Jenny Lind». Quan es va adonar dels diners que Barnum havia de guanyar amb la gira, va insistir en un nou acord que va signar el 3 de setembre de 1850. Això li va donar la quota original més la resta dels beneficis de cada concert després dels 5.500 dòlars de gestió de Barnum. Estava decidida a acumular tants diners com fos possible per a les seves organitzacions benèfiques.

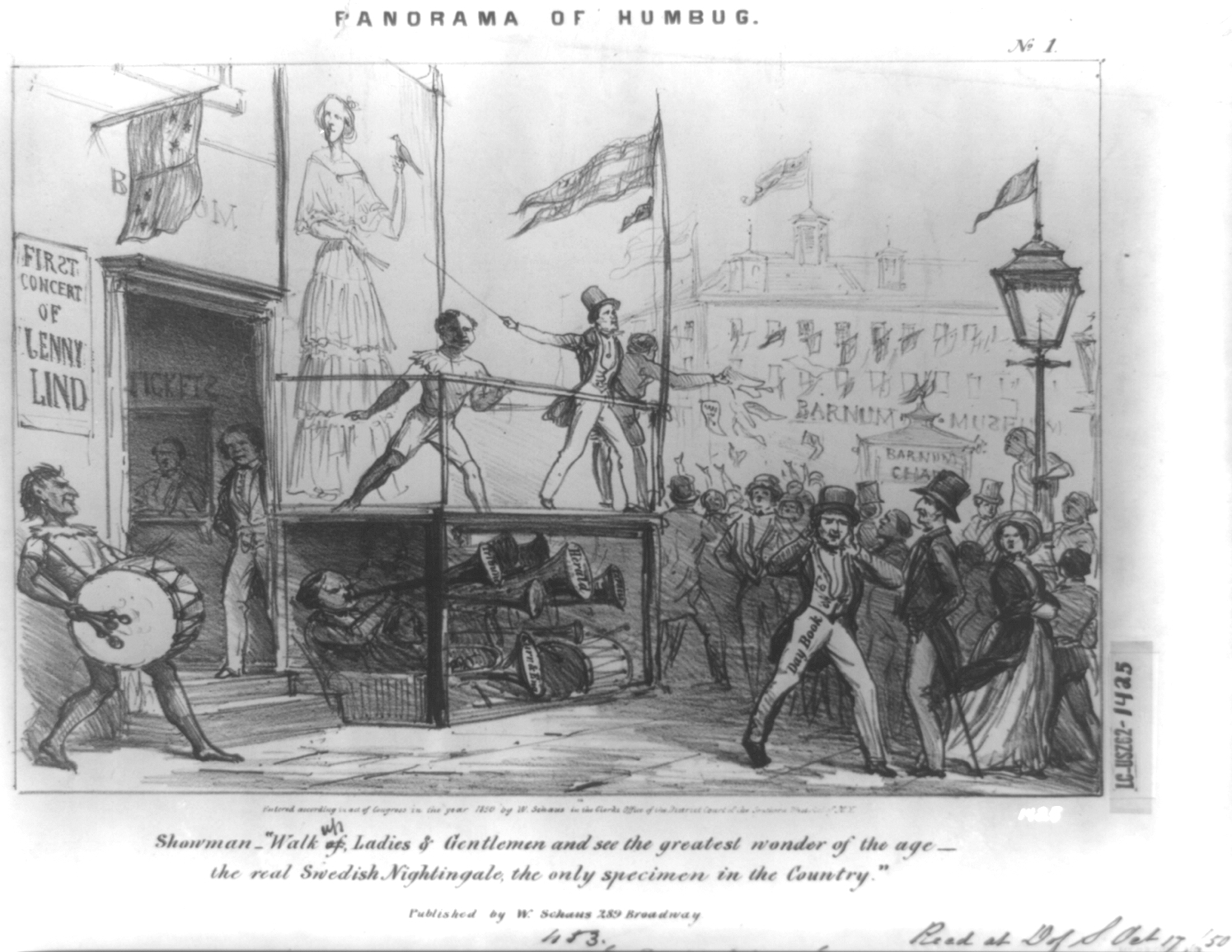
Paròdia de la primera gira estatunidenca de Lind per Barnum, Nova York, octubre de 1850

La gira va començar amb un concert al Castle Garden l'11 de setembre de 1850 i va ser un gran èxit, recuperant a Barnum quatre vegades la seva inversió. Washington Irving va proclamar: «És suficient per contrarestar, d'ella mateixa, tot el mal amb què el món està amenaçat per la gran convenció de les dones. Així que Déu salvi Jenny Lind!» Les entrades per a uns quants dels seus concerts tenien tanta demanda que Barnum les va vendre a subhasta, i l'entusiasme del públic va ser tan fort que la premsa va encunyar el terme «Lind mania». El flagrant comercialisme de les subhastes d'entrades de Barnum va angoixar Lind, i ella el va persuadir perquè fes un nombre substancial d'entrades disponibles a preus reduïts.
A la gira, la publicitat de Barnum sempre va precedir l'arribada de Lind i va aixecar l'entusiasme; tenia fins a 26 periodistes a la seva nòmina. Després de Nova York, la companyia va recórrer la costa est amb un èxit continuat, i més tard va passar pels estats del sud i Cuba. A principis de 1851, Lind s'havia tornat incòmode amb la comercialització implacable de Barnum de la gira, i va invocar un dret contractual per trencar els seus vincles amb ell. Es van separar de manera amistosa i ella va continuar la gira durant gairebé un any sota la seva pròpia gestió. Lind va donar 93 concerts a Amèrica per a Barnum, la qual cosa li va guanyar uns 350.000 dòlars, mentre que Barnum va guanyar almenys 500.000 dòlars (equivalent a 16.286.000$ del 2021).

### Activitats de lleure diversificades
El següent repte de Barnum va ser canviar l'actitud del públic sobre el teatre que va ser vist àmpliament com l'anomenat «cau del mal». Volia situar els teatres com a palaus d'edificació i delit, i com a respectable entreteniment de classe mitjana. Va construir el teatre més gran i modern de la ciutat de Nova York, anomenant-lo «Moral Lecture Room». Esperava que això evitaria connotacions sòrdides, atregués una multitud familiar i obtingués l'aprovació dels croats morals de la ciutat de Nova York. Va iniciar les primeres matinades teatrals del país per animar les famílies i disminuir la por al crim. Va obrir amb The Drunkard, una conferència de temprança poc disfressada (s'havia convertit en un absent després de tornar d'Europa). Va seguir això amb melodrames, farses i obres històriques muntades per actors de gran prestigi. Va diluir les obres de Shakespeare i d'altres com La cabana de l'oncle Tom per fer-les un entreteniment familiar.
Va organitzar exposicions de flors, concursos de bellesa, exposicions de gossos i concursos d'aus de corral, però els més populars eren concursos de nadons com el nadó més gros o els bessons més guapos. El 1853 va crear el setmanari pictòric Illustrated News; va completar la seva autobiografia un any després, que va vendre més d'un milió de còpies al llarg de nombroses revisions. A Mark Twain li va encantar el llibre, però l'examinador britànic va pensar que era «fals» i «ofensiu» i va escriure que va inspirar «res més que sensacions de fàstic» i «pietat sincera pel miserable que el va compilar».
A principis de la dècada de 1850, Barnum va començar a invertir per desenvolupar East Bridgeport, Connecticut. Va fer préstecs substancials a la Jerome Clock Company per aconseguir que es traslladés a la seva nova àrea industrial, però l'empresa va fer fallida el 1856, emportant-se la riquesa de Barnum. Això va començar quatre anys de litigis i humiliació pública. Ralph Waldo Emerson va proclamar que la caiguda de Barnum va mostrar que «els déus tornen a ser visibles» i altres crítics van celebrar el dilema públic de Barnum. Però Tom Thumb va oferir els seus serveis, ja que anava de gira pel seu compte, i tots dos van emprendre una altra gira europea. Barnum també va començar una gira de conferències, principalment com a orador de temprança. El 1860, va sortir del deute i va construir una mansió que va anomenar «Lindencroft», i va reprendre la propietat del seu museu.

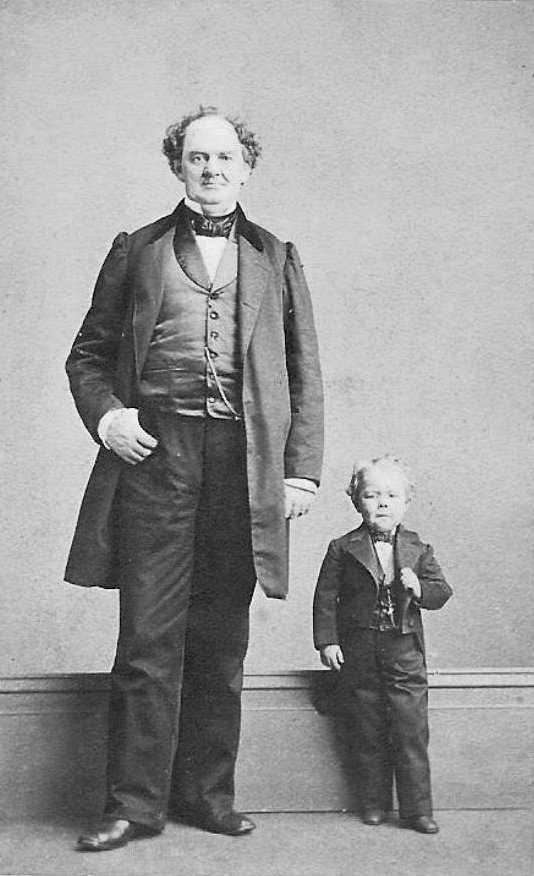
Barnum amb el Commodore Nutt, fotografia de Charles DeForest Fredricks

Barnum va crear el primer aquari d'Amèrica i va ampliar el departament de figures de cera del seu museu. Els seus «Set Grans Salons» van demostrar les Set Meravelles del Món. Les col·leccions es van expandir a quatre edificis, i va publicar una «Guia del Museu» que reclamava 850.000 «curiositats». A finals de 1860, els bessons siamesos Chang i Eng Bunker van sortir de la jubilació perquè necessitaven més diners per enviar els seus nombrosos fills a la universitat. Van tenir una carrera de gira pel seu compte i van anar a viure a una plantació de Carolina del Nord amb les seves famílies i esclaus sota el nom de Bunker. També van aparèixer al Barnum's Museum durant sis setmanes. També el 1860, Barnum va presentar l'«home-mico» William Henry Johnson, una persona petita negra microcefàlica que parlava un llenguatge misteriós creat per Barnum. El 1862 va descobrir la geganta Anna Haining Bates i el comodor Nutt, un nou polze amb qui Barnum va visitar el president Abraham Lincoln a la Casa Blanca. Durant la Guerra Civil, el seu museu va atreure un gran públic que buscava distraure's del conflicte. Va afegir exposicions, conferències i drames prounionistes, i va demostrar compromís amb la causa. Va contractar a Pauline Cushman el 1864, una actriu que havia servit com a espia de la Unió, per a conferències sobre les seves «emocionants aventures» darrere de les línies confederades. Les simpaties unionistes de Barnum van incitar un simpatitzant confederat a iniciar un incendi el 1864. El Museu Americà de Barnum va ser cremat el 13 de juliol de 1865 a causa d'un incendi d'origen desconegut. Barnum el va restablir en un altre lloc de la ciutat de Nova York, però també va ser destruït per un incendi el març de 1868. La pèrdua va ser massa gran la segona vegada, i Barnum es va retirar del negoci dels museus.

## Rei del Circ

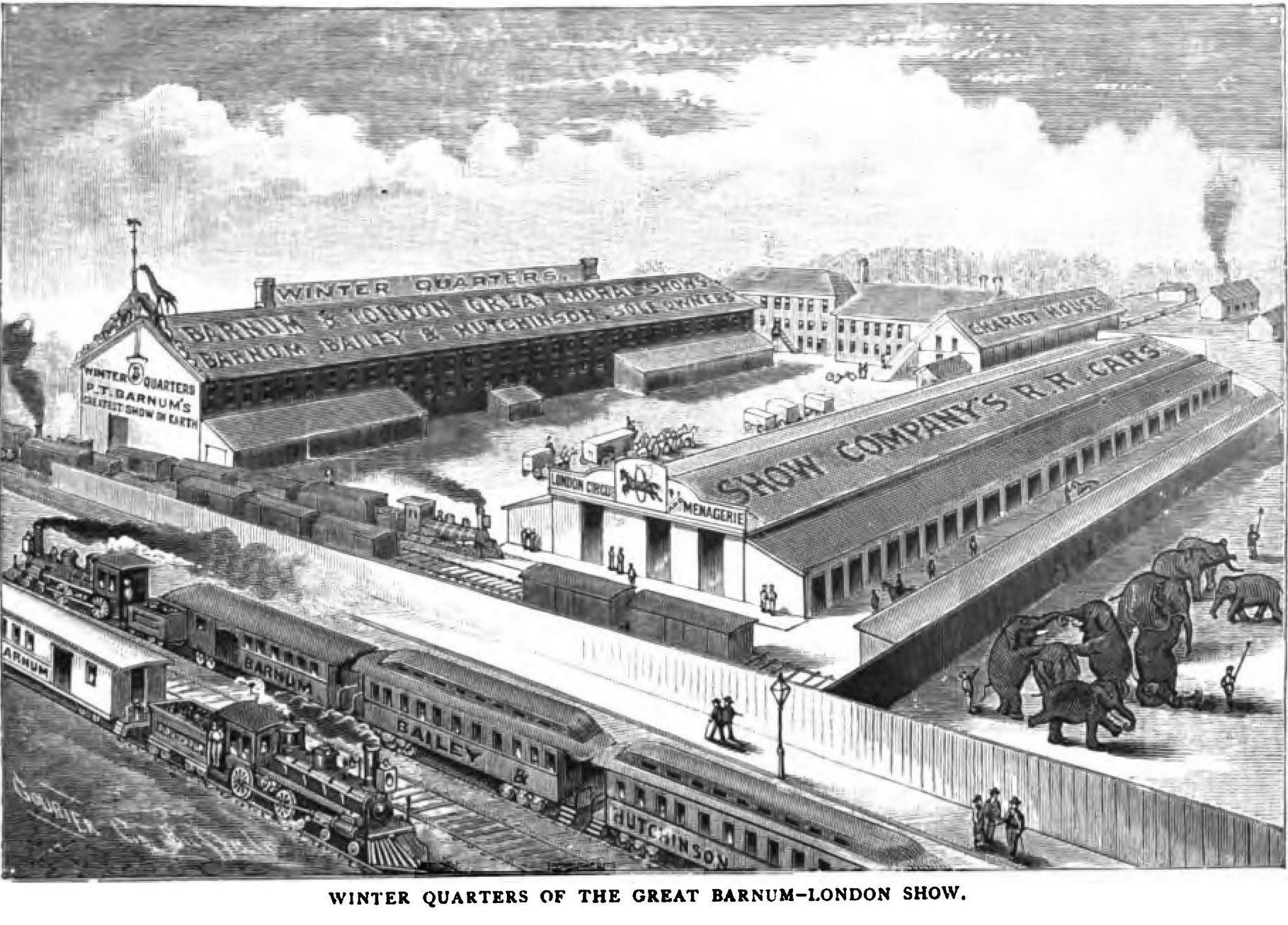
Winter Quarters of the Great Barnum-London Show abans de 1886

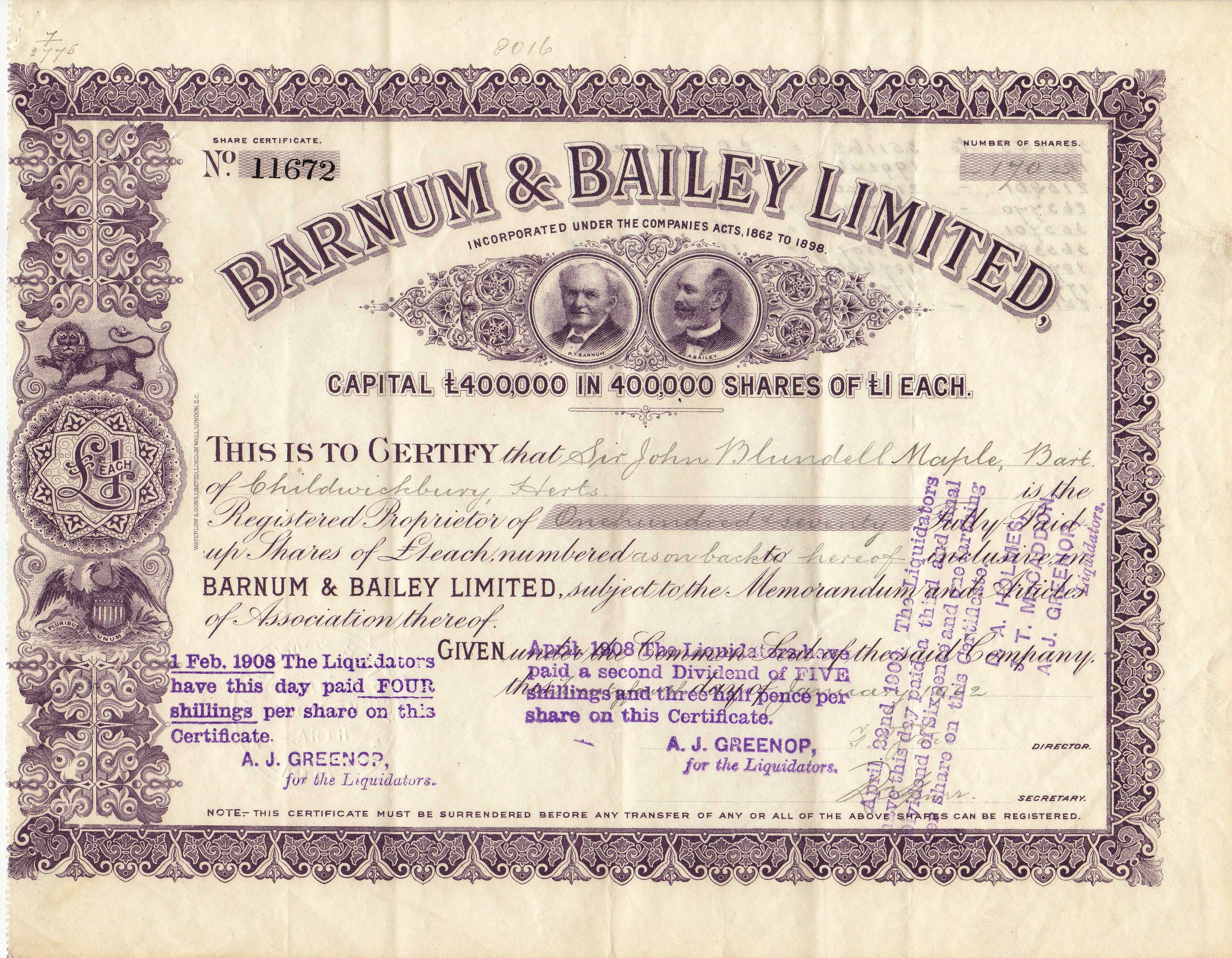
Acció de la Barnum and Bailey Ltd, emesa el 24 de gener de 1902

Barnum no va entrar al negoci del circ fins als 60 anys. Va establir «PT Barnum's Grand Travelling Museum, Menagerie, Caravan & Hippodrome » a Delavan, Wisconsin, el 1870 amb William Cameron Coup; va ser un circ itinerant, un zoo i un museu de «freaks» Va passar per uns quants noms: «L'Exposició Universal de Viatges de PT Barnum, el Gran Hipòdrom Romà i l'espectacle més gran de la Terra» i «L'espectacle més gran de la Terra de PT Barnum i el circ de Londres, la Royal British Menagerie de Sanger i el Grand International Allied Shows United» després d'una fusió el 1881 amb James Bailey i James L. Hutchinson, aviat escurçat a «Barnum & Bailey's». Aquest fenomen d'entreteniment va ser el primer circ que va mostrar tres anelles. La primera atracció principal de l'espectacle va ser Jumbo, un elefant africà que Barnum va comprar el 1882 al zoològic de Londres. El Barnum and Bailey Circus encara contenia actes similars al seu Travelling Menagerie, inclosos acròbates, espectacles de monstres i el general Tom Thumb. Barnum va persistir a fer créixer el circ malgrat més incendis, desastres de trens i altres contratemps, i va ser ajudat per professionals del circ que dirigien les operacions diàries. Ell i Bailey es van separar el 1885, però es van tornar a reunir el 1888 amb el «Barnum & Bailey Greatest Show On Earth», més tard «Barnum & Bailey Circus» que va fer una gira pel món.
Barnum va ser un dels primers propietaris de circ que va traslladar el seu circ amb tren, a proposta de Bailey i altres socis comercials, i probablement el primer a tenir el seu propi tren. Donada la manca d'autopistes pavimentades a Amèrica en aquell moment, va resultar ser una decisió astuta que va ampliar enormement l'abast geogràfic de Barnum. En aquesta nova indústria, Barnum es va suportar més en els consells dels seus socis, la majoria dels quals eren prou joves per ser els seus fills.
Barnum es va fer conegut com el «Shakespeare de la Publicitat» a causa de les seves idees innovadores i impressionants.

## Autor i desmentidor

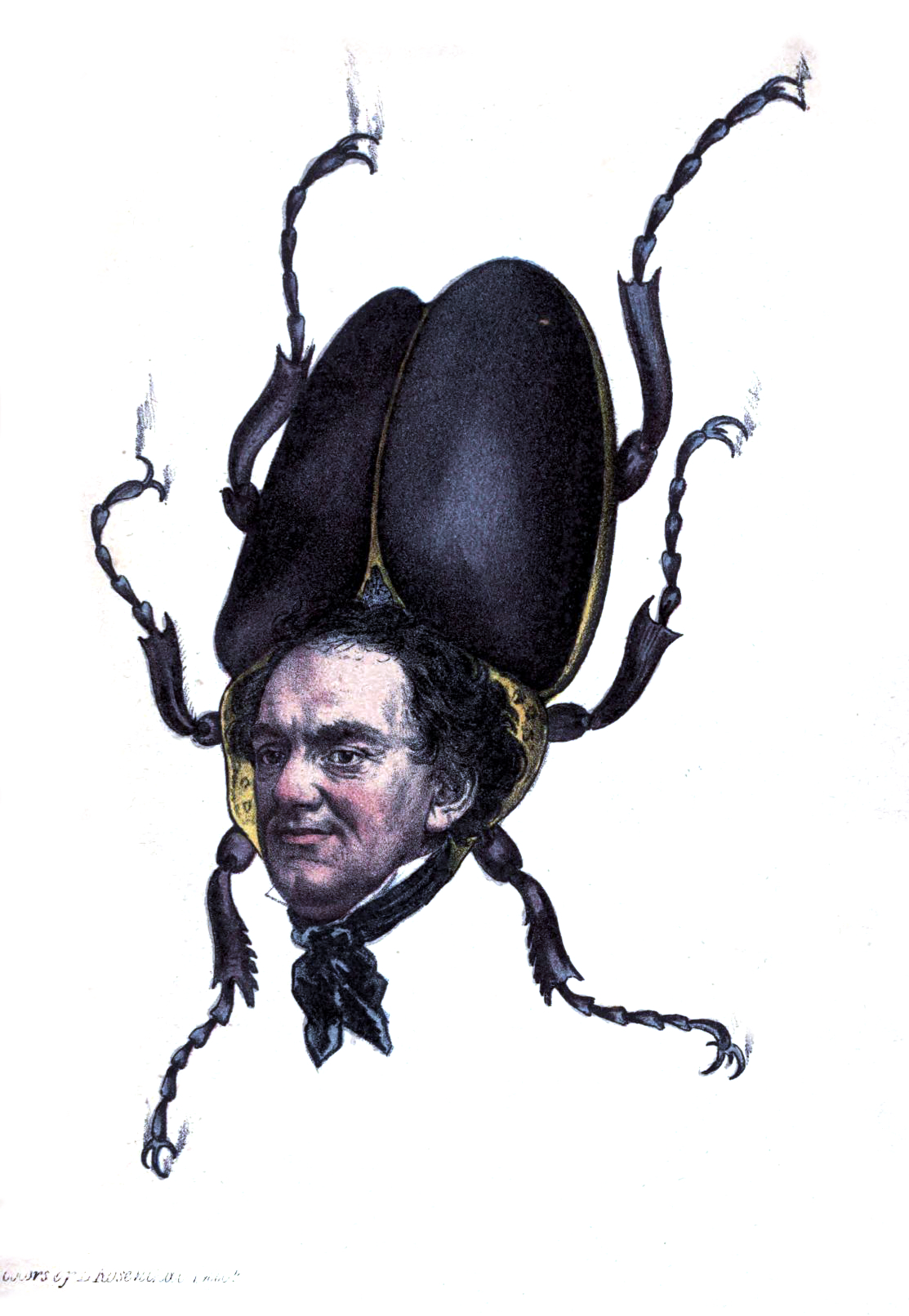
«Hum-Bug»: un dibuix animat de HL Stephens (1851)

Barnum va escriure uns quants llibres, com Life of PT Barnum (1855), The Humbugs of the World (1865), Struggles and Triumphs (1869), Forest and jungle, o Emocionants aventures a tots els indrets del món: i The Art of Money-Getting (1880).
Sovint es coneixia a Barnum com el «príncep de les bromes», i no veia res dolent en els animadors o venedors que utilitzessin enganys (o «humbug», com ell l'anomenava) en el material promocional, sempre que el públic tingués una bona relació qualitat-preu. No obstant això, menyspreava els que guanyaven diners amb frau, especialment els mitjans espiritistes populars en la seva època; va declarar contra el famós «fotògraf espiritual» William H. Mumler en el seu judici per frau, i va exposar «els trucs del comerç» utilitzats pels médiums per enganyar als dolents. A The Humbugs of the World, va oferir 500 dòlars (uns 9.000 dòlars el 2021) a qualsevol mitjà que pogués demostrar poder per comunicar-se amb els morts.

## Paper en la política
Barnum va estar molt implicat en política. Es va centrar principalment en la raça, l'esclavitud i el seccecionisme durant el període previ a la Guerra Civil dels Estats Units. Es va oposar a la Llei de Kansas-Nebraska de 1854, que donava suport a l'esclavitud, per la qual cosa va abandonar el Partit Demòcrata que va avalar l'esclavitud i va passar a formar part del nou Partit Republicà contra l'esclavitud.
Barnum va afirmar que «la política sempre va ser desagradable per a mi», però va ser elegit a la legislatura de Connecticut el 1865 com a representant republicà de Fairfield i va exercir quatre mandats. Va contractar espies per obtenir informació privilegiada sobre les línies de ferrocarril de Nova York i New Haven i va exposar un secret que augmentaria les tarifes un 20 per cent. Va dir durant la ratificació de la Tretzena esmena de la Constitució dels Estats Units: «No s'ha de jugar amb una ànima humana, 'que Déu ha creat i per la qual va morir Crist'. Pot llogar el cos d'un xinès, un turc, un àrab o un hotentot; encara és un esperit immortal.» També va reconèixer que havia tingut esclaus quan vivia al sud. «Vaig assotar els meus esclaus. Jo mateix hauria d'haver estat assotat mil vegades per això. Però aleshores jo era un demòcrata, un d'aquells demòcrates insignificants, que són homes del nord amb principis del sud».
Barnum va ser elegit per a les quatre sessions següents i va succeir al senador Orris S. Ferry. Va ser el patrocinador legislatiu d'una llei promulgada per l'Assemblea General de Connecticut el 1879 que prohibia l'ús de «qualsevol fàrmac, article o instrument medicinal amb el propòsit de prevenir la concepció», i també va convertir en delicte actuar com a accessori de la ús d'anticoncepcions; aquesta llei va romandre en vigor a Connecticut fins que va ser anul·lada el 1965 pel Tribunal Suprem dels EUA en Griswold v. Connecticut. Es va presentar al Congrés el 1867 i va perdre davant el seu cosí tercer William Henry Barnum. El 1875, va treballar com a alcalde de Bridgeport, Connecticut, per millorar el subministrament d'aigua, portar la il·luminació de gas als carrers i fer complir les lleis sobre licors i prostitució. Va ser fonamental en l'inici de l'Hospital de Bridgeport, fundat el 1878, i va ser el seu primer president.

## Filantropia rendible

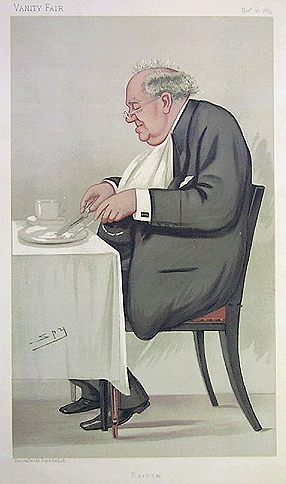
Caricatura d'un Barnum ancià a la revista londinenca Vanity Fair, novembre de 1889

Barnum va gaudir del que va anomenar públicament «filantropia rendible». «Si millorant i embellint la nostra ciutat Bridgeport, Connecticut, i afegint el plaer i la prosperitat dels meus veïns, [i] puc fer-ho amb beneficis, l'incentiu a les bones obres «seria el doble de fort que si fos d'una altra manera.» Va ser nomenat membre del consell d'administració de la Universitat de Tufts abans de la seva fundació, i va fer diverses contribucions significatives a la nova institució, inclòs un regal de 50.000 dòlars (equivalent a 1.454.107 de dòlars el 2021) el 1883 per establir un museu (més tard conegut com a Museu d'Història Natural de Barnum) i una sala per al Departament d'Història Natural. Tufts va fer de Jumbo l'elefant la mascota de l'escola, i els estudiants de Tufts són coneguts com a «Jumbos».

## Vida personal i mort
El 8 de novembre de 1829 Barnum es va casar amb Charity Hallett. Van tenir quatre filles: Caroline Cornelia (1833–1911), Helen Maria (1840–1915), Frances Irena (1842–1844) i Pauline Taylor (1846–1846). Charity va morir el 19 de novembre de 1873, i l'any següent Barnum es va casar amb Nancy Fish, filla del seu amic íntim John Fish; Nancy era 40 anys més jove que ell.
Barnum va morir d'un ictus a casa el 1891 als 80 anys. És enterrat al cementiri Mountain Grove, Bridgeport, Connecticut, un cementiri que ell mateix va dissenyar.

## Llegat
Barnum va construir quatre mansions a Bridgeport, Connecticut: Iranistan, Lindencroft, Waldemere i Marina. L'Iranistan va ser el més notable, una arquitectura renaixentista morisca dissenyada per Leopold Eidlitz amb cúpules, agulles i calats d'encaix inspirada en el pavelló reial de Brighton, Anglaterra. Va ser construït el 1848 però es va cremar el 1857. La Marina Mansion va ser enderrocada per la Universitat de Bridgeport el 1964 per construir la seva cafeteria.

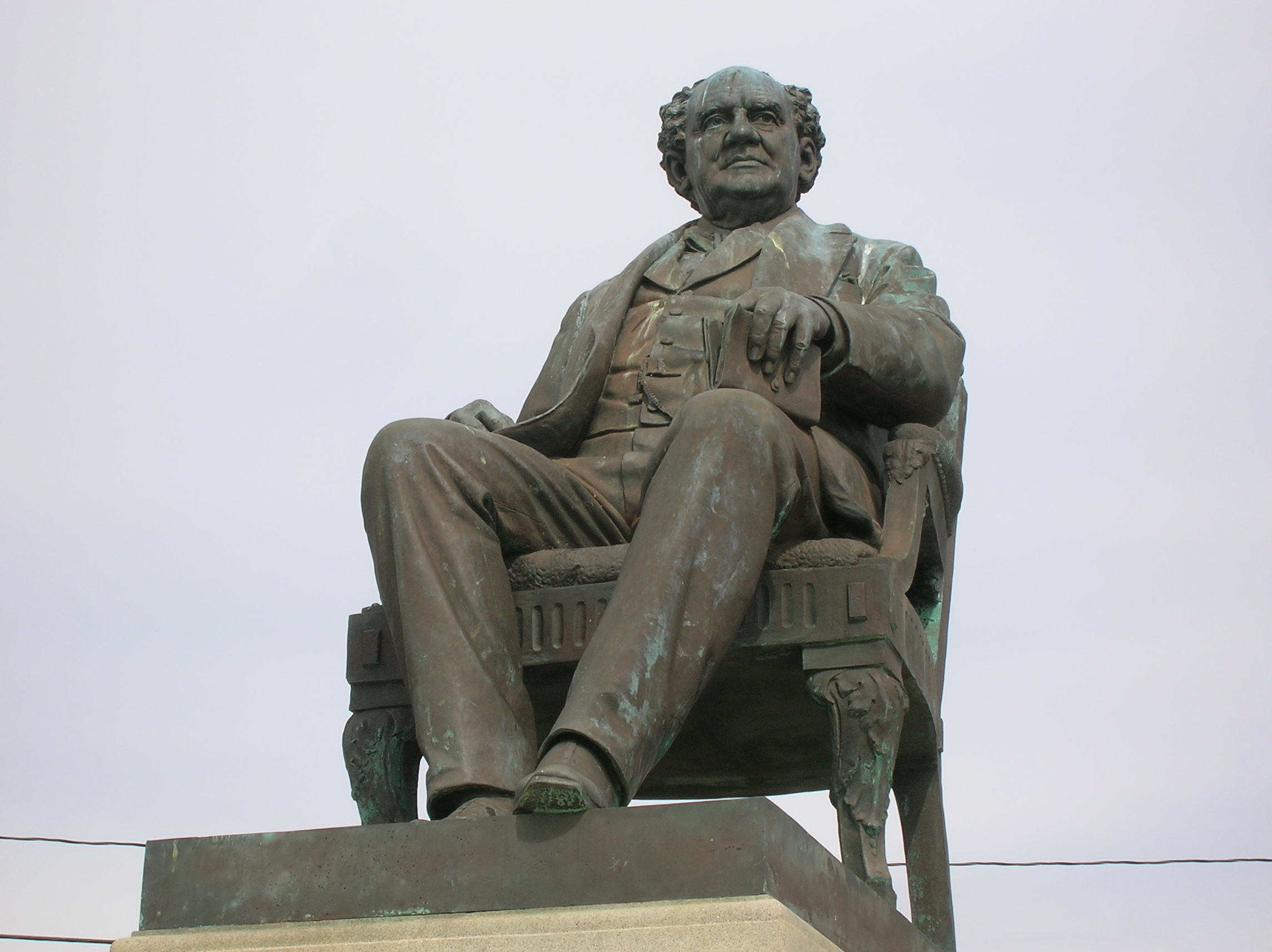
PT Barnum, esculpida per Thomas Ball (1887), Seaside Park, Bridgeport, Connecticut

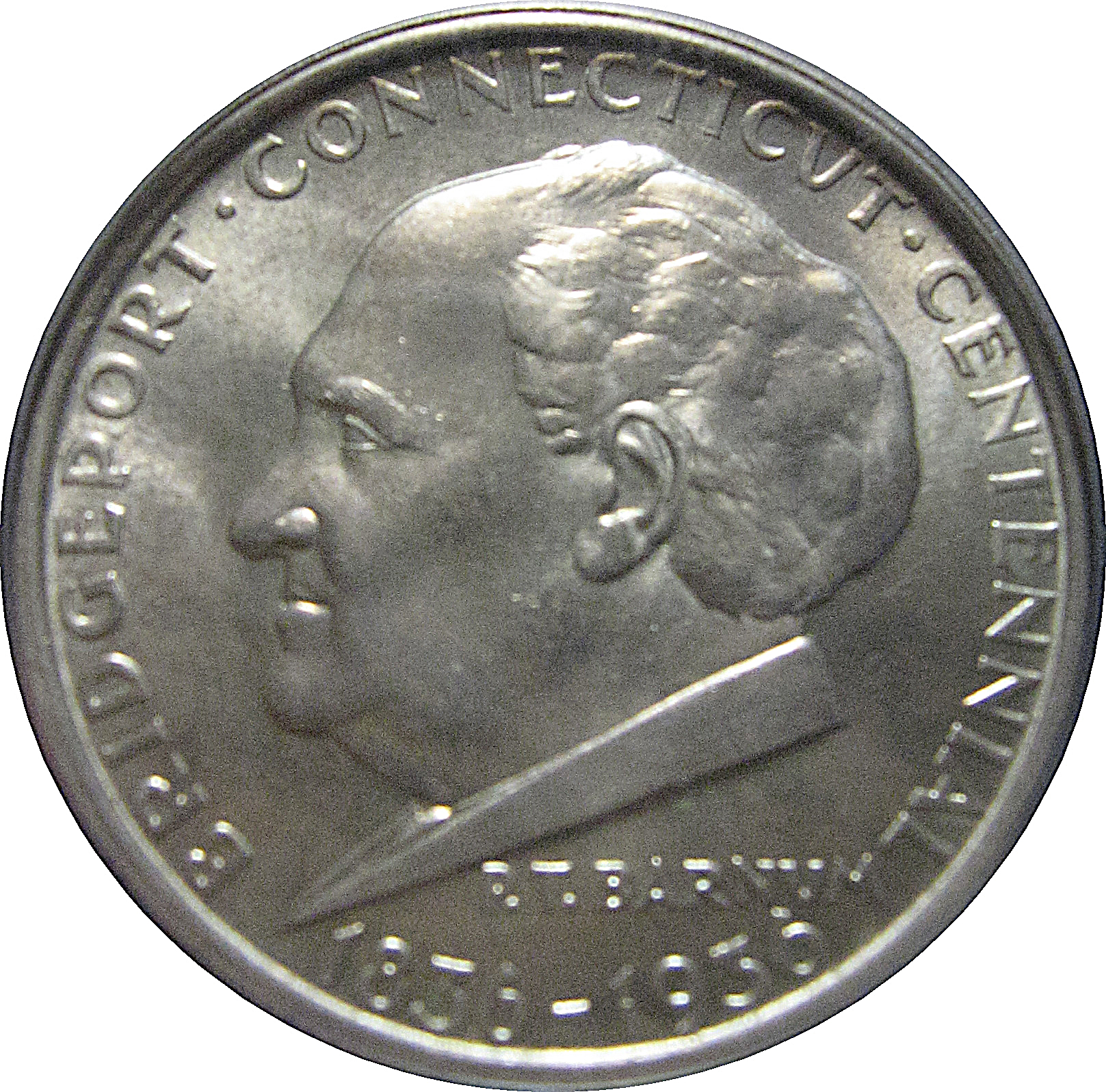
Anvers del mig dòlar commemoratiu del centenari de Bridgeport de 1936

A la seva mort, els crítics van lloar Barnum per les bones obres i el van qualificar d'icona de l'esperit i l'enginy nord-americà. Va demanar al Sol del vespre que imprimís el seu obituari just abans de la seva mort perquè el pogués llegir. El 7 d'abril de 1891, Barnum va preguntar sobre els ingressos de taquilla del dia; unes hores més tard, estava mort.
El 1893, els seus antics socis James Bailey, James A. Hutchinson i WW Cole van col·locar una estàtua en el seu honor al Seaside Park de Bridgeport. Barnum havia donat la terra per a aquest parc el 1865. El seu circ es va vendre a Ringling Brothers el 8 de juliol de 1907 per 400.000 dòlars (uns 10,45 milions de dòlars del 2017). Els circs Ringling Brothers i Barnum & Bailey van funcionar per separat fins que es van fusionar el 1919, formant el Ringling Bros. & Barnum & Bailey Circus.
La Casa de la Moneda dels Estats Units va emetre una moneda commemorativa el 1936 per a la celebració del centenari de Bridgeport, amb el retrat de Barnum a l'anvers. El dibuixant Walt Kelly va créixer a Bridgeport i va batejar un personatge en honor de Barnum a la seva tira còmica de Pogo. Durant molts anys es va celebrar un Barnum Festival anual de sis setmanes a Bridgeport com a homenatge a Barnum. La Bethel Historical Society va encarregar una escultura a mida real per honrar el 200 aniversari del seu naixement, creada pel resident local David Gesualdi i col·locada fora de la biblioteca pública. L'estàtua va ser dedicada el 26 de setembre de 2010.
Barnum va cofundar la Bridgeport & Port Jefferson Steamboat Company el 1883 amb Charles E. Tooker, que continua operant a través del Long Island Sound entre Port Jefferson, Nova York i Bridgeport. La companyia posseeix i opera tres vaixells, un dels quals s'anomena MV PT Barnum. El Museu Barnum de Bridgeport acull moltes de les curiositats i curiositats de Barnum.

## En la cultura popular

### Pel·lícules i televisió
- A Lady's Morals (1930) - interpretat per Wallace Beery
- Jenny Lind (1932) - interpretada per André Berley
- The Mighty Barnum (1934) - interpretat de nou per Wallace Beery
- L'espectacle més gran del món (1952): se centra al voltant d'una versió ficcionada de la contemporània Ringling Bros. i Barnum & Bailey Circus, tot i que Barnum no és ni el tema de la pel·lícula ni un personatge d'aquesta.
- Rocket to the Moon (1967) de Jules Verne, interpretat per Burl Ives
- Barnum! (1986) – interpretat per Michael Crawford; una versió filmada del musical de Broadway (vegeu més avall), filmada a Londres
- Barnum (1986) - interpretat per Burt Lancaster; pel·lícula feta per a la televisió
- PT Barnum (1999) – interpretat per Beau Bridges; pel·lícula feta per a la televisió
- Gangs of New York (2002) - interpretat per Roger Ashton-Griffiths
- The Greatest Showman (2017): un musical basat lliurement al voltant de PT Barnum i el seu circ. Hugh Jackman interpreta a Barnum i va coproduir la pel·lícula[50]
- No et vaig veure allà (2022) - un cineasta discapacitat de la ciutat natal de PT Barnum , Bethel, CT medita sobre el llegat abilista de l'espectacle freak

### Teatre
- Barnum (1980) - Musical de Broadway basat en la vida de Barnum, amb Jim Dale al paper principal

### Llibres
- El Gran i Únic Barnum; la tremenda i estupenda vida de Showman PT Barnum

### Música
- «US Blues» - una cançó de l'àlbum From the març Hotel de Grateful Dead

## Publicacions
- La vida de PT Barnum: escrit per ell mateix. Publicat originalment Nova York: Redfield, 1855. Reimpressió: Champaign: University of Illinois Press, 2000.ISBN 0-252-06902-1.
- Lluites i triomfs, o records de quaranta anys de PT Barnum. Publicat originalment el 1869. Reimpressió: Whitefish, MT: Kessinger, 2003.ISBN 0-7661-5556-0ISBN 0-7661-5556-0 (Part 1) iISBN 0-7661-5557-9 (part 2). 1882 edition .
- Art d'aconseguir diners, o, regles d'or per guanyar diners. Publicat originalment el 1880. Reimpressió: Bedford, MA: Applewood, 1999.ISBN 1-55709-494-2ISBN 1-55709-494-2.
- Les bèsties salvatges, els ocells i els rèptils del món: la història de la seva captura. Pub. 1888, RS Peale & Company, Chicago.
- Per què sóc universalista. Publicat originalment el 1890. Reimpressió: Kessinger Pub Co.ISBN 1-4286-2657-3.